# شناور اف‌پی‌اس‌او

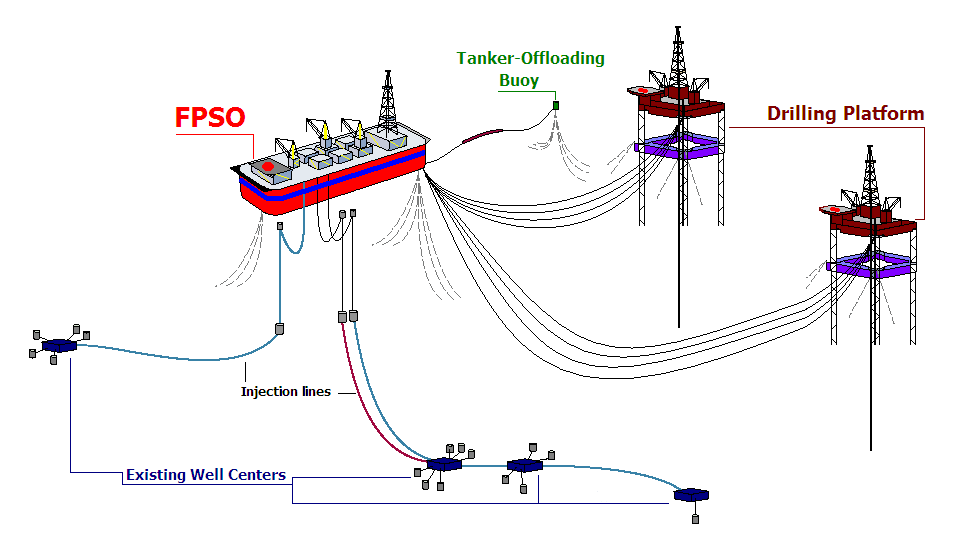
سیستم FPSO

امروزه شناورهای FPSO به بخش جداناپذیری از صنعت فراساحل تبدیل شده‌اند و توسعه بسیاری از میادین نفت و گاز دریایی، بدون بهره‌گیری از این شناورهای پیشرفته مقرون به صرفه نمی‌باشد. در حقیقت عنوان FPSO مخفف حروف اول عبارت Floating Production Storage and Offloading می‌باشد که جهت سهولت در بیان، تنها از عنوان FPSO استفاده می‌شود. این شناور چهار منظوره، همان‌طور که از نام آن پیداست، نوعی کشتی مخصوص است که به منظور فرآوری ترکیبات هیدروکربنی، ذخیره‌سازی و نیز انتقال آن به تانکرهای نفت‌کش به کار می‌رود. این کشتی طوری طراحی شده که قادر است هیدروکربن تولید شده را از تجهیزات زیر آب و سکوهایی که در نزدیکی آن‌ها کناره می‌گیرد دریافت، پالایش و ذخیره سازد.
شناورهای FPSO به دلیل سهولت در انجام فرایند سه‌گانه فوق، در صنایع فراساحلی ارجحیت دارند زیرا با استفاده از آن‌ها دیگر نیازی به ساخت تأسیسات زیربنایی نظیر سکو، جکت و خطوط لوله برای بهره‌برداری از میادینی که ذخیره چندانی ندارند، نخواهد بود و همین عامل سبب می‌شود تا بهره‌برداری از میادین کوچک که در فواصل بسیار دوری از خشکی قرار گرفته‌اند برای شرکت‌های نفتی مقرون به صرفه باشد. البته ابعاد این شناور به حدی بزرگ است که تمام تجهیزات فرآوری، تولید، ذخیره‌سازی و انتقال نفت را به راحتی در خود جای می‌دهد و هم در سطح عرشه و هم در زیر بدنه این شناورها، انواع گوناگونی از تأسیسات جا سازی شده‌اند. برای اینکه بتوانید در ذهن خود بزرگی یک شناور FPSO را تصور نمائید فقط کافی است بدانید که سه بوئینگ ۷۴۷ غول پیکر، به راحتی بر روی عرشه این شناور قرار می‌گیرند.
نکته دیگر اینکه، این شناورها برای تثبیت موقعیت خود بر روی امواج دریا از یک سیستم پیشرفته لنگر اندازی استفاده می‌نمایند که این عملیات نیز طی چند مرحله و به کمک چندین سیستم لنگر انداز انجام می‌پذیرد. لنگرها در وسط کشتی تعبیه شده‌اند تا شناور بتواند به راحتی حول محور آن‌ها بچرخد و با تغییر جریان‌های زیر آبی یا در شرایط طوفانی، به راحتی موقعیت خود را در دریا تثبیت نماید. یکی دیگر از نکات قابل توجه در خصوص شناورهای FPSO این است که این کشتی‌ها می‌توانند در یک زمان به چندین چاه نفت در عمق آب متصل شوند و از طریق لوله‌های سیار، هیدروکربن (نفت و گاز) را جمع‌آوری کرده و به مخازن موجود در سطح کشتی منتقل نمایند. جالب است بدانید که تأسیسات پالایشی روی عرشه دقیقاً مشابه با تأسیسات پالایشگاه‌های ساحلی است. این تأسیسات شامل بر تجهیزات جداسازی و تزریق آب، تصفیه و فشرده سازی گاز، و سایر تکنولوژی‌های مرتبط می‌باشد. نکته پایانی اینکه شرکت‌های پتروبراس، توتال، چورون، شل، اگزون موبیل و بی. پی فعال‌ترین شرکت‌های نفتی جهان در زمینه استفاده از شناورهای FPSO محسوب می‌شوند.